# Всемирный день китов и дельфинов
Всеми́рный день кито́в и дельфи́нов (англ. World Whale and Dolphin Day) учреждён в 1986 году Международной китобойной комиссией (англ. International Whaling Commission — IWC). Его отмечают 23 июля, поскольку в этот день в 1982 году IWC проголосовала за полный запрет коммерческой добычи китов, начиная с сезона 1985/1986.
Запрет вступил в силу 19 февраля 1986 года. В честь этого каждый год 19 февраля отмечают ещё один день — Всемирный день китов (англ. World Whale Day). Его считают днём защиты и других морских млекопитающих. Иногда экологические организации разных стран совместно посвящают этот день защите какого-либо одного вида млекопитающих, над которым нависла угроза уничтожения. По другим данным, этот день отмечается каждую 3-ю субботу февраля.

## Лов китов в «научных целях»

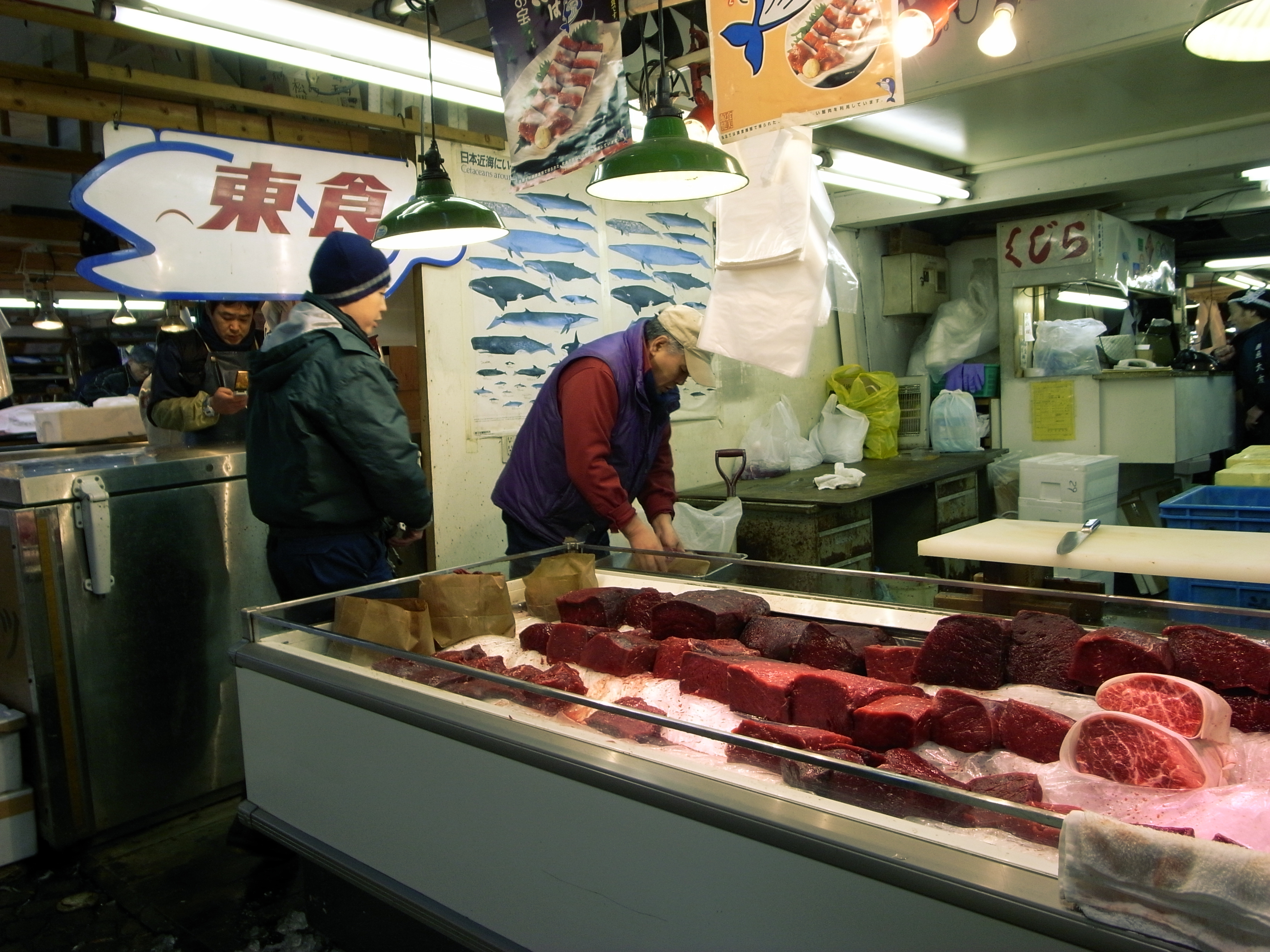
Китовое мясо на одном из рынков Токио

После того как МКК запретила промышленный лов китов, Япония, под угрозой санкций, была вынуждена присоединиться к соглашению, но оставила за собой право «отлова китов в научных целях». Квота на лов в 2007 году составила 950 китов, то есть ежедневно Япония ловила около трёх китов. В этом же году на флагмане японской китобойной флотилии «Ниссин-мару» произошёл пожар, поэтому для «изучения» были убиты только 508 животных. Вследствие этого инцидента в Японии было предложено возобновление отлова китов в их брачный период. После завершения научных работ мясо животных в основном оказывается в японских ресторанах. Также в Японии планируется возобновить лов горбатых китов.
19 февраля 2010 года премьер-министр Австралии Кевин Радд потребовал от Японии прекратить китобойный промысел, пригрозив возбудить против неё процесс в Международном уголовном суде в Гааге.